# Puerto del Portillón
El Portillón es un puerto de montaña de Cantabria (España). Posee una altitud de 570 m s. n. m., es de segunda categoría y sirve como comunicación del valle de Iguña con el de Toranzo atravesando el valle de Anievas (CA-271).

## Descripción
En la cumbre del puerto se encuentra una cruz en homenaje a unos jóvenes fallecidos en ese mismo lugar durante la guerra civil española. A unos 2 km de Villasuso, en dirección Iguña-Toranzo, se encuentra el mirador municipal del valle de Anievas, El Posadorio, con unas grandes vistas al valle de Anievas.
En dirección Iguña-Toranzo tiene 10 km y en dirección Toranzo-Iguña son unos 6 km. Esto hace un total de 16 km totales de puerto.

## Rutas
En la cima de este puerto comienza la ruta que va hasta la Espina del Gallego pasando por la Perizuela. La Espina del Gallego tiene una altitud de 965 m s. n. m. y es uno de los lugares pertenecientes a los yacimientos de La Espina del Gallego, Cildá, El Cantón y Campo de Las Cercas.

## Galería de imágenes

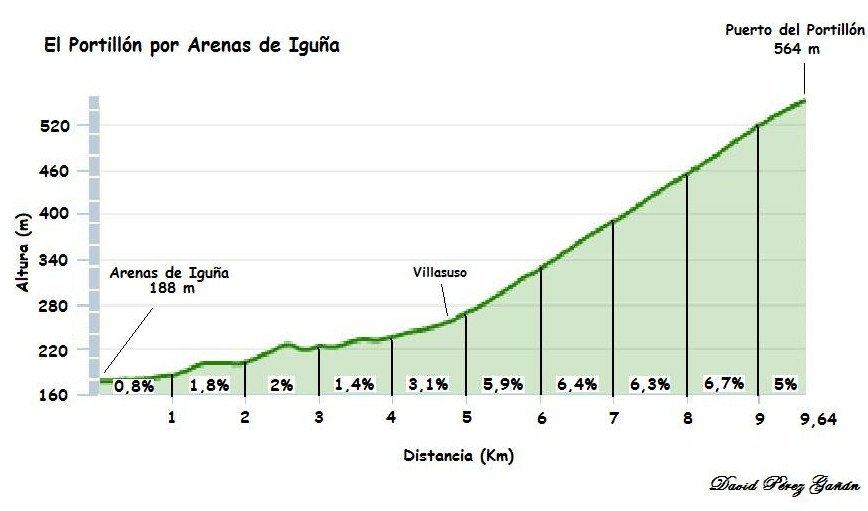
Perfil del puerto del Portillón desde Arenas de Iguña.
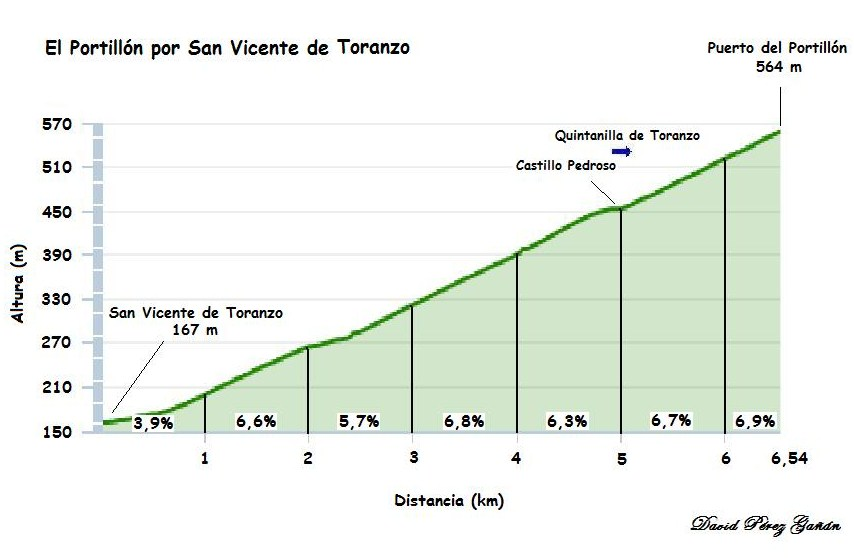
Perfil del puerto del Portillón desde San Vicente de Toranzo.
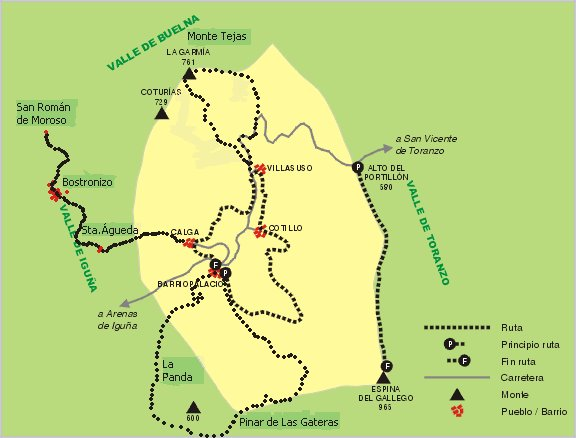
Mapa de rutas por el valle de Anievas.